# Pseudencyrtus salicicola
Pseudencyrtus salicicola är en stekelart som beskrevs av Sharkov 1995. Pseudencyrtus salicicola ingår i släktet Pseudencyrtus och familjen sköldlussteklar. Inga underarter finns listade i Catalogue of Life.